# Gare de Chauny
La gare de Chauny est une gare ferroviaire française, située sur le territoire de la commune de Chauny, dans le département de l'Aisne, en Hauts-de-France.
C'est désormais une gare SNCF, desservie par des trains du réseau TER Hauts-de-France.

## Situation ferroviaire
Gare de bifurcation, elle est située au point kilométrique (PK) 123,338 de la ligne de Creil à Jeumont, entre les gares ouvertes d'Appilly et de Viry-Noureuil, et au PK 147,4 de la ligne d'Anizy-Pinon à Chauny partiellement déclassée. Son altitude est de 44 m.

## Histoire

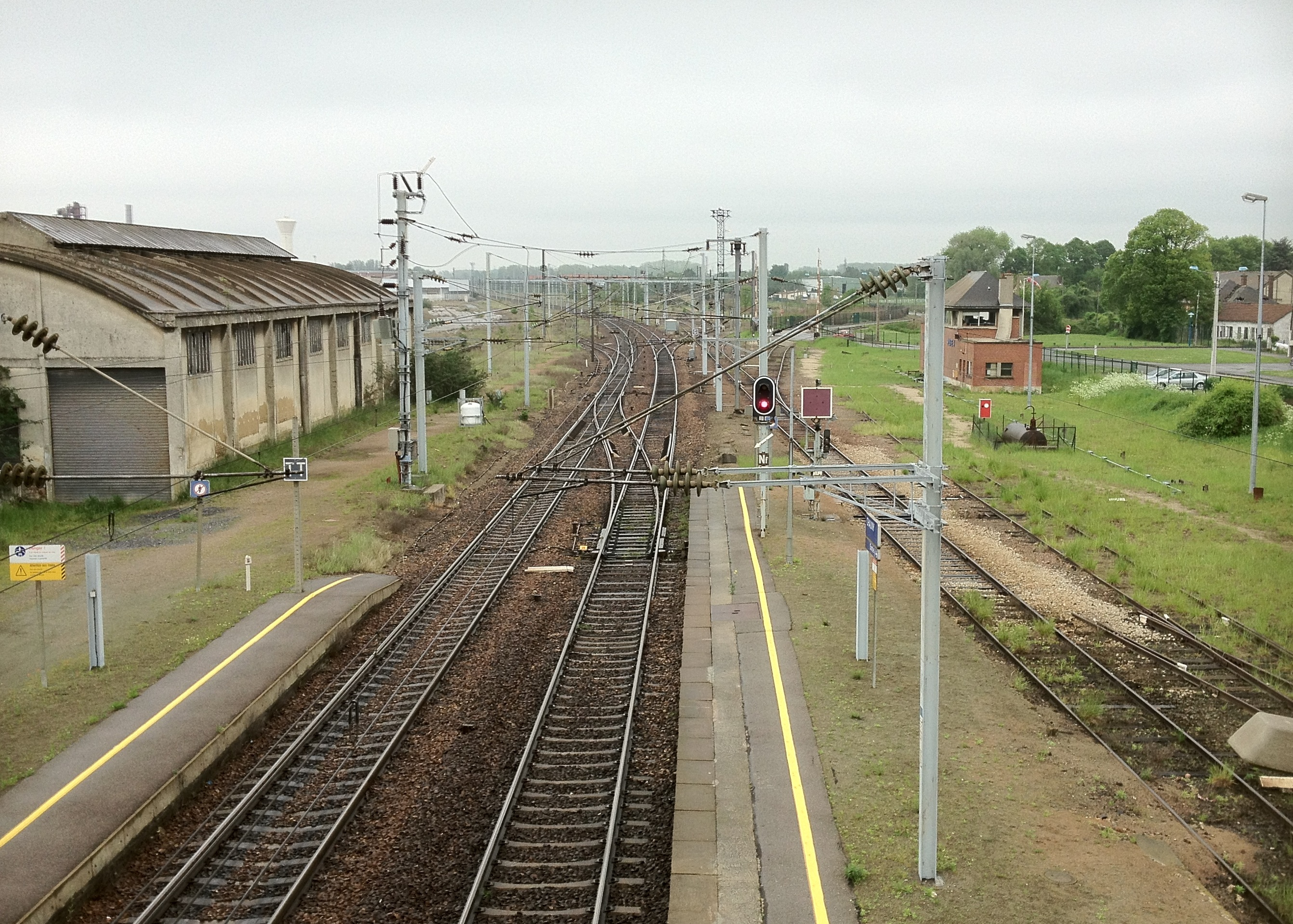
Les voies visibles de la passerelle de la gare : à gauche, la ligne de Creil à Jeumont, à droite, la voie mère de la ligne de Chauny à Saint-Gobain et de la ligne d'Anizy-Pinon à Chauny.

La gare de Chauny a été ouverte en 1849, en même temps que la portion de la ligne de Creil à Jeumont qui la dessert alors. Le premier bâtiment de la gare de Chauny, était conçu sur le modèle des gares de la ligne (comme celle de Creil). Détruite, comme l'ensemble de la ville, lors des violents combats de 1917, elle fut remplacée en 1925 par le bâtiment actuel, typique de l'architecture néo-flamande de la Compagnie du Nord.
Chauny était reliée à Anizy-Pinon et à Saint-Gobain, par deux lignes possédant un tronçon commun jusque dans la forêt de Saint-Gobain (au niveau de l'auberge du Rond d'Orléans). La bifurcation permettait de se rendre à Saint-Gobain par Barisis-aux-Bois, et à Anizy-Pinon par Folembray et Coucy-le-Château-Auffrique. Elle fut aussi desservie par un chemin de fer à voie métrique en direction de Blérancourt et à destination de Coucy-le-Château-Auffrique. Ce réseau appartenait à la Compagnie des chemins de fer départementaux de l'Aisne.

## Fréquentation
De 2015 à 2023, selon les estimations de la SNCF, la fréquentation annuelle de la gare s'élève aux nombres indiqués dans le tableau ci-dessous.
| Année                      | 2015    | 2016    | 2017    | 2018    | 2019    | 2020    | 2021    | 2022    | 2023    |
| -------------------------- | ------- | ------- | ------- | ------- | ------- | ------- | ------- | ------- | ------- |
| Voyageurs                  | 466 632 | 478 020 | 516 572 | 483 237 | 483 909 | 426 550 | 496 536 | 557 885 | 575 095 |
| Voyageurs et non voyageurs | 583 290 | 597 526 | 645 715 | 604 047 | 604 887 | 533 188 | 620 671 | 697 356 | 718 869 |

## Service des voyageurs

### Accueil
La gare dispose d'un bâtiment voyageurs avec guichet, et des distributeurs de titres de transport. Une passerelle permet l'accès aux trains.

### Desserte
La gare est desservie par des trains TER Hauts-de-France de la ligne no 24, Saint-Quentin - Compiègne (- Paris-Nord).

### Intermodalité
Un parking est aménagé à proximité de la gare.
Elle est desservie par :
- les lignes urbaines 1 et 3 et les Navettes Scolaires de Chauny (Navette Chauny Gare et Navette Robert Schuman) du réseau Lyneo ;
- et par les autocars départementaux des lignes de Saint-Quentin à Soissons, de Chauny à Laon, de Chauny à La Fère et de Chauny à Saint-Gobain[6].

## Service des marchandises
Cette gare est ouverte au service du fret (train massif et wagons isolés pour certains clients).